# Sclerogenia jessica
Sclerogenia jessica är en fjärilsart som beskrevs av Butler 1878. Sclerogenia jessica ingår i släktet Sclerogenia och familjen nattflyn. Inga underarter finns listade.